# Robert Horton
Pour les articles homonymes, voir Horton.
Mead Howard « Robert » Horton Jr., né le 29 juillet 1924 à Los Angeles (Californie), ville où il est mort le 9 mars 2016, est un acteur américain.

## Biographie

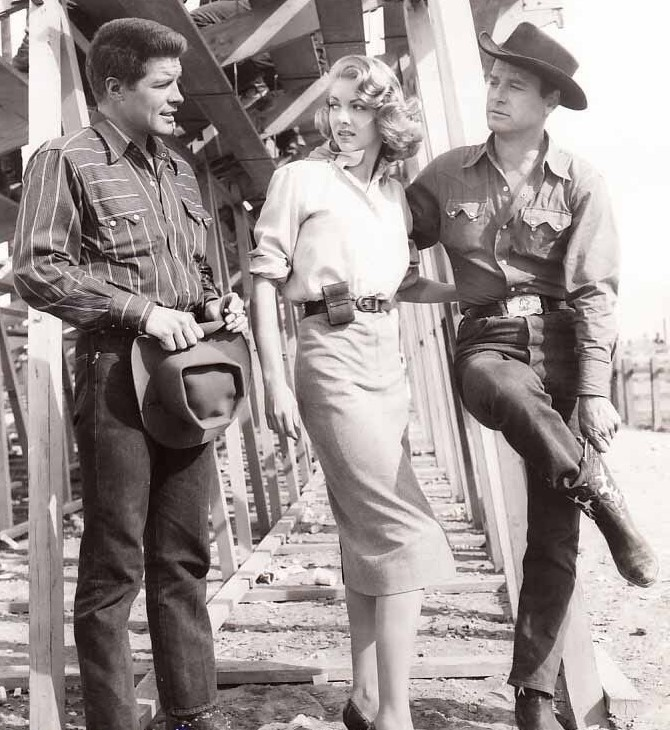
Robert Horton, Barbara Lawrence et Gig Young (de g. à d.), dans Arena (1953)

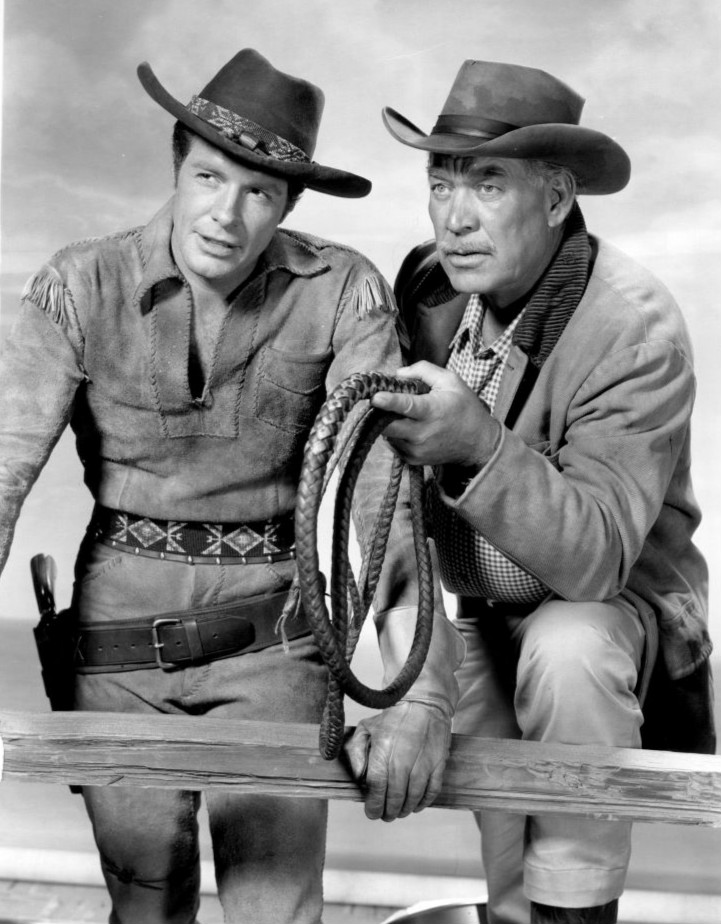
Avec Ward Bond (à d.), dans la série La Grande Caravane (1962)

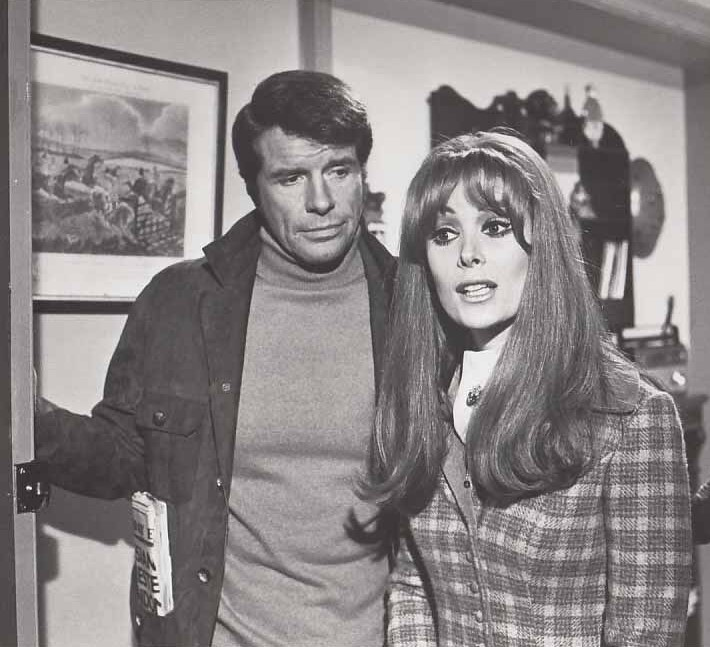
Avec Jill St John, dans le téléfilm The Spy Killer (1969)

Robert Horton débute au théâtre et joue notamment à Broadway en 1946 dans la pièce Slighty Married d'Aleen Leslie (avec Leon Ames et Mona Barrie). Il y revient en 1963-1964 dans la comédie musicale 110 in the Shade (en) (avec Lesley Ann Warren et Will Geer).
Au cinéma, il contribue à treize films américains, depuis Le Commando de la mort de Lewis Milestone (1945, avec Dana Andrews et Richard Conte) jusqu'à Bataille au-delà des étoiles de Kinji Fukasaku (coproduction américano-italo-japonaise, 1968, avec Luciana Paluzzi et Richard Jaeckel). Entretemps, mentionnons les westerns La Dernière Flèche de Joseph M. Newman (1952, avec Tyrone Power et Cameron Mitchell) et Arena de Richard Fleischer (1953, avec Gig Young et Jean Hagen).
À la télévision américaine, il apparaît dans quarante séries à partir de 1951, dont Alfred Hitchcock présente (sept épisodes, 1956-1960), la série-western La Grande Caravane (cent-quatre-vingt-neuf épisodes, 1957-1962) et Arabesque (un épisode, 1989), sa dernière série. S'ajoutent six téléfilms (le premier diffusé en 1965), dont les westerns Un nommé Kiowa Jones d'Alex March (1966, avec Diane Baker et Sal Mineo) et La Rivière rouge de Richard Michaels (en) (son dernier téléfilm, 1988, remake du film éponyme de 1948, avec James Arness et Bruce Boxleitner).
Robert Horton meurt en 2016, à 91 ans.

## Théâtre à Broadway (intégrale)
- 1946 : Slightly Married, pièce d'Aleen Leslie : l'ambulancier
- 1963-1964 : 110 in the Shade (en), comédie musicale, musique d'Harvey Schmidt (en), lyrics de Tom Jones (en), livret de N. Richard Nash (d'après sa pièce The Rainmaker), chorégraphie d'Agnes de Mille, décors d'Oliver Smith, mise en scène de Joseph Anthony : Bill Starbuck[1]

## Filmographie partielle

### Cinéma
- 1945 : Le Commando de la mort (A Walk in the Sun) de Lewis Milestone : Jack
- 1952 : Return of the Texan de Delmer Daves : Dr Jim Harris
- 1952 : La Dernière Flèche (Pony Soldier) de Joseph M. Newman : Jess Calhoun
- 1953 : La Route radieuse (Bright Road) de Gerald Mayer : Dr Mitchell
- 1953 : Arena de Richard Fleischer : Jackie Roach
- 1954 : L'Escadrille panthère (Men of the Fighting Lady) d'Andrew Marton : Enseigne Neil Conovan
- 1968 : Bataille au-delà des étoiles (The Green Slime) de Kinji Fukasaku : Commandant Jack Rankin

### Télévision

#### Séries télévisées
- 1954 : The Lone Ranger, saison 4, épisode 12 Tenderfoot de Wilhelm Thiele : Charles DeWitt
- 1956-1958 : Alfred Hitchcock présente (Alfred Hitchcock Presents)
  - Saison 1, épisode 37 Decoy (1956) d'Arnold Laven : Gil Larkin
  - Saison 2, épisode 9 Crack of Doom (1956 : Mason Bridges) de James Neilson, épisode 13 Mr. Blanchard's Secret (1956 : John Fenton) d'Alfred Hitchcock et épisode 19 A Bottle of Wine (1957 : Wallace Donaldson) d'Herschel Daugherty
  - Saison 3, épisode 27 Disappearing Trick (1958) d'Arthur Hiller : Walter Richmond
  - Saison 4, épisode 18 The Last Dark Step (1959) d'Herschel Daugherty : Brad Taylor
  - Saison 5, épisode 38 Hooked (1960) de Norman Lloyd : Ray Marchand
- 1957-1962 : La Grande Caravane (Wagon Train), saisons 1 à 5, 189 épisodes : Flint McCullough
- 1958 : Studio One, saison 10, épisode 40 A Delicate Affair : Tad Spencer
- 1976 : Sergent Anderson (Police Woman), saison 3, épisode 7 Bébé connection (The Lifetime Agency) de Corey Allen : Frank Armitage
- 1989 : Arabesque (Murder, She Wrote), saison 6, épisode 2 Le Secret de la confession (Seal of the Confessional) de Vincent McEveety : Jack Hutchings

#### Téléfilms
- 1965 : The Man Who Bought Paradise de Ralph Nelson : Danny Paris
- 1966 : Un nommé Kiowa Jones (The Dangerous Days of Kiowa Jones) d'Alex March : Kiowa Jones
- 1969 : The Spy Killer (en) de Roy Ward Baker : John Smith
- 1970 : Foreign Exchange (en) de Roy Ward Baker : John Smith
- 1988 : La Rivière rouge (Red River) de Richard Michaels (en) : M. Melville[2]